# 15282 Францмарк
15282 Францмарк (15282 Franzmarc) — астероїд головного поясу, відкритий 13 вересня 1991 року.
Тіссеранів параметр щодо Юпітера — 3,234.